# Wangara
Wangara är en ort i Burkina Faso.   Den ligger i regionen Sud-Ouest, i den sydvästra delen av landet, 260 km sydväst om huvudstaden Ouagadougou. Wangara ligger 297 meter över havet och antalet invånare är 522.
Terrängen runt Wangara är platt. Runt Wangara är det ganska glesbefolkat, med 39 invånare per kvadratkilometer.. Närmaste större samhälle är Mouviélo, 13,9 km öster om Wangara.
Omgivningarna runt Wangara är en mosaik av jordbruksmark och naturlig växtlighet.